# Караванний міст
Караванний або Арковий міст (тур. Kemer Köprüsü, Kervan Köprüsü) — стародавній міст через річку Мелес у місті Ізмір, побудований приблизно за 850 до н. е. в стародавній державі Лідія (нині Туреччина). Довжина мосту близько 13 м, але його вік становить вже понад 2860 років, що кваліфікує його, як один з найстаріших функціонуючих мостів у світі.